# 约翰·海因里希·冯·梅德勒
约翰·海因里希·冯·梅德勒（德語：Johann Heinrich Mädler，1794年5月29日—1874年3月14日）是一位德国天文学家。

## 生活和工作

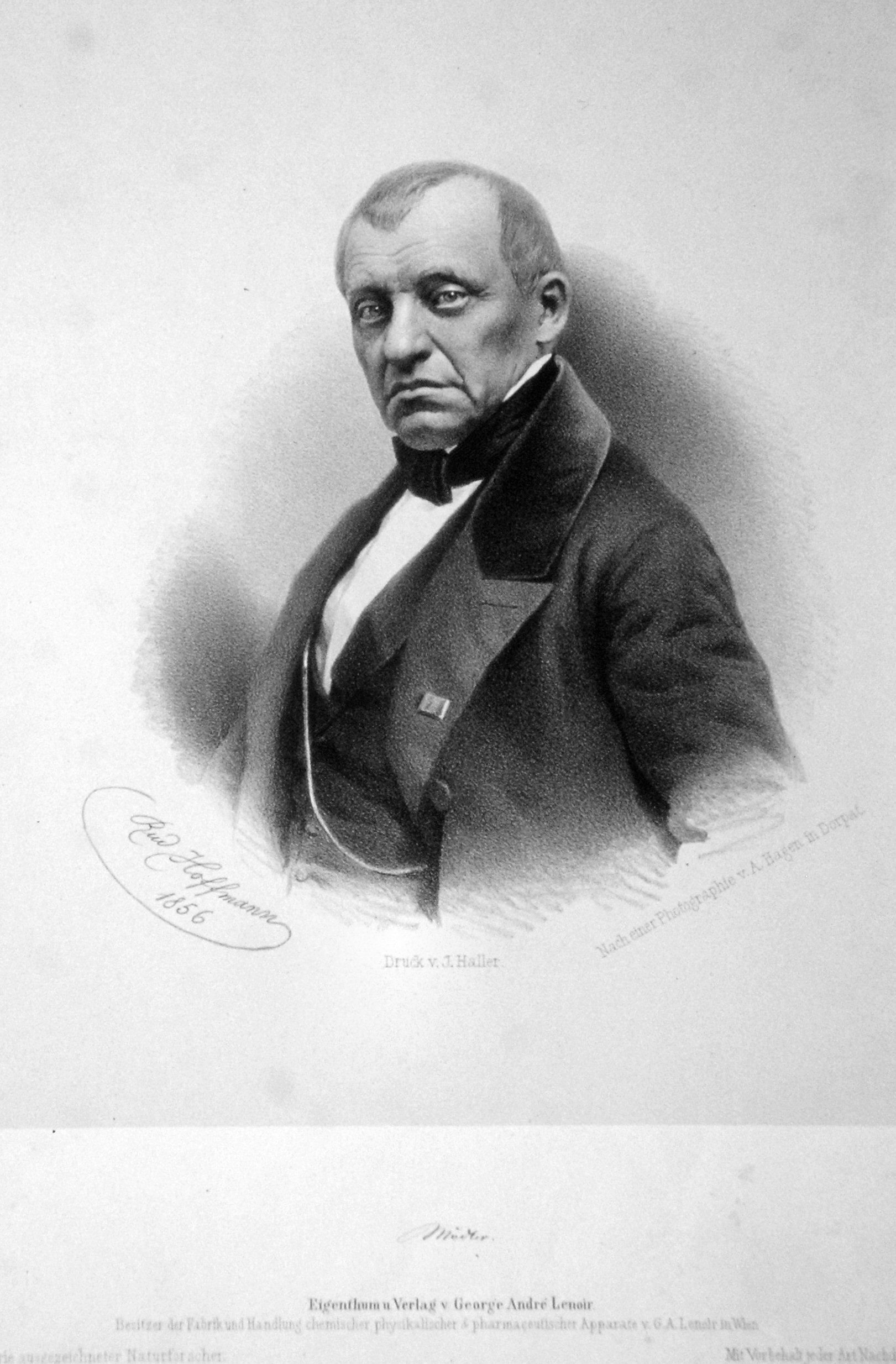
约翰·海因里希·冯·梅德勒， 1856年鲁道夫·霍夫曼创作的版画

梅德勒生于一个裁缝家庭，12岁就读于柏林弗里德里希-韦尔德高级中学。在他19岁时双亲殁于斑疹伤寒，他和三位妹妹不幸沦为孤儿，因而，不得不承担起养家的重任，开始做起了私人家教，并由此在1824年遇见了富有的银行家威廉·比尔。
1829年，比尔决定在柏林设立一座安装有约瑟夫·冯·夫琅和费制作的95毫米折射望远镜的私人天文台，
并聘请梅德勒在那里工作。1830年，他们开始绘制火星地图，后来成为该星球第一幅真正的地图。他们首先选择了今天被称作"子午湾"的火星地貌特征作为火星地图的本初子午线。
他们初步测定了仅偏差13秒的火星自转周期，后来，到1837年这一偏差减少至1.1秒。
他们也绘制了首幅精确的月球地图，在1834年到1836年出版的四幅《月面图》(Mappa Selenographica)和1837年出版的介绍月球的《通用月面学》(DER MON)，直到19世纪70年代约翰·弗里德里希·朱利叶斯·施密特的月面图出现前，这二件都是几十年来最好的月球地图。比尔和梅德勒都坚信月球上的地貌不会发生改变，也没有空气和水。
1836年，约翰·弗朗茨·恩克聘用梅德勒为柏林天文台240毫米折射望远镜观察员。1840年梅德勒被任命为爱沙尼亚(当时属俄罗斯帝国)多帕特(塔尔图)天文台台长，接替已调至普尔科沃天文台的弗里德里希·冯·斯特鲁维。在那里，他同时开展了气象与天文观察，并继续着斯特鲁维的双星观察，直至1865年退休后回到德国。
他通过观察恒星的自行运动，得出了一个"太阳中心假说"，根据这一理论，银行系的中心位于昴宿星团中，太阳环绕它旋转。他的这一想法正确，但其中心位置不对。
他发表了许多科学著作，其中有1873年出版的两卷《天文史》。
1864年他基于与公历一个回归年为365天5小时48分钟45秒保持一致，提出了改良俄罗斯历法的想法，即在1900年前及以后每隔128年(2028年、2156年等)减少一年中的12天，这样将使平均年保持为365天5小时48分钟45秒，非常接近公历的平均回归年 。但无论是沙皇，还是东正教神职人员都没有接受这一不请自来的建议，但后来俄罗斯在1900年通过由谢尔盖·格拉泽纳普提出的修改版历法，并最终在1918年采用了公历。
尽管有一些明显的科学错误，但约翰·海因里希·冯·梅德勒无疑十九世纪一位伟大、杰出的天文学家，月球上的马德勒陨石坑和火星上的马德勒撞击坑都是以他的名字命名的。

## 备注
1. ↑  . New York: Springer. 2007: 723  [3 October 2014]. （原始内容存档于2019-06-06）.
2. ↑  von Mädler, Johann.  . Zhurnal Ministerstva narodnogo prosveshcheniya. 1864, 121 (VI): 9–20  [2017-06-27]. （原始内容存档于2021-04-15） （俄语）.
3. ↑  von Mädler, Johann.  [The Calendar Reform]. Deutsche Naturforscher. 1865, 40: 88ff （德语）.

### 讣告
- MNRAS 35 (1875) 171 （页面存档备份，存于）